# دار حداد (الحيط السفلى)
دار حداد هو دُوَّار يقع بجماعة سيدي أحمد الشريف، إقليم وزان، جهة طنجة تطوان الحسيمة في المملكة المغربية. ينتمي الدوّار لمشيخة الحيط السفلى التي تضم 4 دواوير. يقدر عدد سكانه بـ 1087 نسمة حسب الإحصاء الرسمي للسكان والسكنى لسنة 2004.

## روابط خارجية
- البوابة الوطنية للجماعات الترابية نسخة محفوظة 12 مارس 2018 على موقع واي باك مشين.
- المندوبية السامية للتخطيط